# 달려라 부메랑
《달려라 부메랑》(일본어: ダッシュ!四駆郎, 대시! 욘쿠로)은 미니카를 소재로 하는 일본의 만화이자 이 원작을 기반으로 한 텔레비전 애니메이션 작품이다. 처음에는 1987년 12월부터 1992년 3월까지 쇼가쿠칸의 월간 코로코로 코믹지에 연재되었다. 대한민국에서는 1994년 7월 19일부터 8월 25일까지 방영되었고 이후 1996년 1월 5일부터 3월 15일까지 다시 방영되었으며, 비디오 테이프로도 출시되었다.

## 미디어

### 만화
만화는 1987년 12월부터 1992년 3월까지 14권으로 월간 코로코로 코믹지에 연재되었다.

### 애니메이션
원작의 애니메이션은 스태프 21에 의해 제작되었으며 1989년 10월 3일부터 1990년 3월 27일까지 TV 도쿄를 통해 방영되었다.

## 같이 보기
- 미니카
- 우리는 챔피언